# 2015 год в спорте
Список 2015 год в спорте описывает спортивные события 2015 года.

## Автоспорт
- 4—17 января — ралли Дакар Буэнос-Айрес (Аргентина) — Икике (Чили) — Буэнос-Айрес (Аргентина)[1]
- 24 мая — Нико Росберг одержал третью победу подряд в Гран-при Монако[2].
- 14 июня — в Ле-Мане финишировал 83-й автомарафон 24 часа Ле-Мана[3].
- 9—11 октября — этап Формулы 1 в Сочи (Россия)[4].

## Баскетбол
- 10—12 апреля — финал четырёх женской Евролиги ФИБА (Прага, Чехия)[5][6]. В финальном матче баскетболистки команды Прага одержали победу над екатеринбургским УГМК[7].
- 11—28 июня — в Венгрии и Румынии прошёл чемпионат Европы по баскетболу среди женских команд[8][9].
- 18—26 июля — чемпионат мира по баскетболу среди девушек до 19 лет (Чехов, Видное, Россия).
- 23 июля—2 августа — чемпионат Европы по баскетболу среди юношей до 18 лет (Волос, Греция).[источник не указан 3636 дней]
- 30 июля—9 августа — чемпионат Европы по баскетболу среди девушек до 18 лет (Целе, Словения)[10].
- 5—20 сентября — чемпионат Европы по баскетболу (Франция, Хорватия, Германия, Латвия)[11].

## Биатлон
- 28 января — 3 февраля — открытый чемпионат Европы по биатлону (Отепя, Эстония)[12].
- 5—15 марта — чемпионат мира по биатлону (Контиолахти, Финляндия)[13].

## Бокс
- 5—15 октября — 18-й чемпионат мира по боксу (Доха, Катар)[14].

## Борьба
- 7—15 сентября — Чемпионат мира по борьбе 2015 (Лас-Вегас, США)[15]. Первое место в общекомандном зачёте заняла сборная России[16].

## Гимнастика
- 1—4 мая — чемпионат Европы по художественной гимнастике (Минск, Белоруссия)[17][18].
- 7—13 сентября — чемпионат мира по художественной гимнастике (Штутгарт, Германия)[19].
- 23 октября — 1 ноября — чемпионат мира по спортивной гимнастике (Глазго, Великобритания)[20].

## Конькобежный спорт
- 10—11 января — чемпионат Европы по конькобежному спорту (Челябинск, Россия)[21]. Чемпионами стали нидерландские конькобежцы Свен Крамер (в 7 раз) и Ирен Вюст (в 4 раз).
- 23—25 января — Чемпионат Европы по шорт-треку 2015 (Дордрехт, Нидерланды)[22]. Чемпионами Европы стали представитель Нидерландов Шинки Кнегт и представительница Великобритании Элиз Кристи.
- 12—15 февраля — Чемпионат мира по конькобежному спорту на отдельных дистанциях (Херенвен, Нидерланды)[23][24].
- 28 февраля — 1 марта — чемпионат мира по конькобежному спорту в спринтерском многоборье (Астана, Казахстан)[25]. Чемпионами мира стали россиянин Павел Кулижников и американка Бриттани Боу.
- 7—8 марта — чемпионат мира по конькобежному спорту в классическом многоборье (Калгари, Канада)[26]. Чемпионами мира стали нидерландский конькобежец Свен Крамер (в 7 раз) и чешская конькобежка Мартина Сабликова (в 3 раз).
- 13—15 марта — Чемпионат мира по шорт-треку 2015 (Москва, Россия)[27]. Чемпионами мира стали нидерландский конькобежец Шинки Кнегт и южнокорейская конькобежка Чхве Мин Джон.

## Лёгкая атлетика
- 21 апреля — в 119-м бостонском марафоне гонку выиграл эфиопский атлет Лелиса Десиса[28].
- 19 августа — Себастьян Коэ избран новым президентом IAAF[29].
- 22—30 августа — чемпионат мира по лёгкой атлетике (Пекин), Китай[30]. Сборная Кении впервые в истории заняла первое место в медальном зачёте, второе место заняла команда Ямайки[31].

## Лыжный спорт
- 2—15 февраля — чемпионат мира по горнолыжному спорту (Вэйл и Бивер-Крик, США)[32].
- 18 февраля — 1 марта — чемпионат мира по лыжным видам спорта (Фалун, Швеция).

## Подводный спорт
- 28—29 июня —чемпионат мира по спортивному дайвингу (Санкт-Петербург, Россия)[33].
- 15—22 июля — в Яньтай (КНР) состоялся чемпионат мира по подводному плаванию[34].
- 26 июля — 1 августа — чемпионат мира по подводному регби (Кали, Колумбия)[35].
- 15—23 августа — чемпионат мира по подводному ориентированию (Либерец, Чехия)[36].

## Тяжёлая атлетика
- 10—18 апреля — чемпионат Европы по тяжёлой атлетике (Тбилиси, Грузия)[37].
- 20—29 ноября — чемпионат мира по тяжёлой атлетике (Хьюстон, США)[38].

## Фехтование
- 5—11 июня — 28-й чемпионат Европы по фехтованию (Монтрё, Швейцария)[39].
- 13—19 июля — в Москве (Россия) прошёл чемпионат мира по фехтованию[40].

## Фигурное катание
- 26 января — 1 февраля — чемпионат Европы по фигурному катанию (Стокгольм, Швеция)[41][42].
- 10—15 февраля — чемпионат четырёх континентов по фигурному катанию (Сеул, Республика Корея)[43].
- 23—29 марта — чемпионат мира по фигурному катанию (Шанхай, КНР)[44].
- 16—19 апреля — командный чемпионат мира по фигурному катанию (Токио, Япония)[45].

## Футбол
- 9—31 января — Кубок Азии по футболу (Австралия)[46]. Сборная Австралии по футболу победила на домашнем Кубке Азии и получила право на участие в Кубке конфедераций в 2017 году в России[47].
- 13 января — Криштиану Роналду в третий раз стал обладателем «Золотого мяча»[48].
- 17 января — 8 февраля — финальная часть Кубка африканских наций по футболу (Экваториальная Гвинея)[49].
- 17 мая — каталонская «Барселона» в 23-й раз стала чемпионом Испании по футболу, обыграв мадридский «Атлетико»[50].
- 27 мая — финал Лиги Европы УЕФА (Варшава, Польша)[51]. Победу одержала испанская «Севилья», победившая украинский «Днепр» со счётом 3:2[52].
- 6 июня — финал Лиги чемпионов (Берлин, Германия)[53]. Победу одержала испанская «Барселона», победившая итальянский «Ювентус» со счётом 3:1, завоевав свой пятый в истории трофей Лиги чемпионов[54].
- 11 июня — 4 июля — 44-й розыгрыш Кубка Америки в Чили[55][56]. Кубок впервые в своей истории выиграла сборная Чили, победив в финале сборную Аргентины и получила право выступать на Кубке конфедерации 2017 года в России[57].
- 25 июля — церемония предварительной жеребьёвки Чемпионата мира по футболу 2018 (Санкт-Петербург, Россия).
- 11 августа — Суперкубок УЕФА (Тбилиси, Грузия)[58].
- 16 ноября — ФИФА отстранила главу Футбольной ассоциации Непала Ганеш Тапу от участия в любой деятельности, связанной с футболом, на 10 лет в связи с нарушениями в финансовой сфере — получении денежных средств для личного обогащения[59].
- 21 декабря — президент Международной федерации футбола Йозеф Блаттер и президент Союза европейских футбольных ассоциаций Мишель Платини отстранены от футбольной деятельности на восемь лет[60].

## Хоккей с мячом
- 1—6 февраля — матчи группы «Б» 35-го чемпионата мира по хоккею с мячом (Хабаровск, Россия)[61]. Победу одержала сборная Латвии.
- 29 марта — 5 апреля — матчи группы «А» 35-го чемпионата мира по хоккею с мячом (Хабаровск, Россия)[62]. Победу одержала сборная России.

## Хоккей с шайбой
- 26 декабря 2014 года — 5 января — состоялся молодёжный чемпионат мира, на котором победила молодёжная сборная Канады. Молодёжная сборная России заняла второе место.
- 5—12 января — состоялся юниорский (U18) чемпионат мира среди девушек, на котором победили американки. Юниорская сборная России заняла третье место.
- 13—19 апреля — чемпионат мира по хоккею с шайбой в первом дивизионе (Группа B, Эйндховен, Нидерланды)[63].
- 19—25 апреля — чемпионат мира по хоккею с шайбой в первом дивизионе (Группа A, Краков, Польша)[64].
- 1—17 мая — 79-й чемпионат мира по хоккею с шайбой (Прага и Острава, Чехия)[65]. Сборная Канады по хоккею с шайбой в 25-й раз стала чемпионом мира, обыграв сборную России со счётом 6:1[66].
- 26 декабря — 5 января 2016 года — чемпионат мира по хоккею с шайбой среди молодёжных команд (Хельсинки, Финляндия)[67].

## Шахматы
- 16 марта—7 апреля — чемпионат мира по шахматам среди женщин (Сочи, Россия)[68].

## Шашки
- 1—10 апреля — матч за звание чемпиона мира по международным шашкам (Астана, Казахстан) между Зоей Голубевой (Латвия) и Тамарой Тансыккужиной (Россия)[69]. Завершился досрочной победой Зои Голубевой.
- 12—19 апреля — чемпионат Америки по международным шашкам среди мужчин (Sao Sebastiao, Бразилия)[70]. Чемпионом Америки в третий раз подряд стал международный гроссмейстер Аллан Силва из Бразилии.
- 25 апреля — 5 мая
  - Чемпионат Азии по международным шашкам среди мужчин и женщин (Ташкент, Узбекистан). Первое место разделили Чжоу Вэй из Китая и Отгонбаяр Тувшинболд из Монголии. У женщин чемпионкой стала китаянка Чжан Ю[71].
  - Чемпионат Азии по русским шашкам (Ташкент, Узбекистан). Чемпионом стал Самандар Каланов из Узбекистана. У женщин первое место разделили Лю Пэй из Китая и Нигина Бозорова из Узбекистана[71].
  - Чемпионат Азии по турецким шашкам (Ташкент, Узбекистан)[71]. Чемпионом стал Alali Jasem из Кувейта[72].
- 11—24 мая — чемпионат мира по международным шашкам среди женщин (Ухань, Китай)[73]. Чемпионкой мира в 15 раз стала Зоя Голубева (Латвия)[74].
- 25 июля—14 августа — командный чемпионат Африки по международным шашкам (Абиджан, Кот-д’Ивуар)[75].
- 2—11 октября — чемпионат мира по русским шашкам среди мужчин и женщин (Санкт-Петербург, Россия)[76].
- 7—10 октября — чемпионат мира по международным шашкам (блиц) среди мужчин и женщин, чемпионат мира по международным шашкам (быстрые шашки) среди мужчин и женщин (Измир, Турция)[77].
- 7—10 октября — чемпионат мира по турецким шашкам[78].
- 25—31 октября — матч за звание чемпиона мира по международным шашкам. Победил россиянин Александр Георгиев, став восьмикратным чемпионом мира[79].
- 8—24 ноября — чемпионат мира по международным шашкам среди мужчин (Нидерланды)[80]. Титул чемпиона мира в девятый раз завоевал россиянин Александр Георгиев.

## Другие спортивные события
- 24 января — 1 февраля — XXVII зимняя Универсиада (1 часть, Штребке-Плесо и Осрблье, Словакия)[81].
- 4—14 февраля — XXVII зимняя Универсиада (2 часть, Гранада, Испания)[82]. Студенческая сборная России выиграла неофициальный медальный зачёт[83].
- 14—15 февраля — чемпионат мира по санному спорту (Сигулда, Латвия)[84].
- 26 февраля — 8 марта — чемпионат мира по бобслею и скелетону (Винтерберге, Германия)[85].
- 29 марта — тридцать первое pay-per-view-шоу федерации профессионального рестлинга WWE из серии PPV Рестлмания (арена «Ливайс Стэдиум», Санте-Клара, штат Калифорния, США).
- 12—18 мая — в Челябинске прошёл чемпионат мира по тхэквондо. В неофициальном командном зачёте первой была сборная Южной Кореи.
- 16 мая — чемпионат Казахстана и Средней Азии по бодибилдингу (Алматы, Казахстан[86].
- 6 июня — конь Американский Фараон впервые с 1978 года выиграл «Тройную корону», став победителем трёх престижных заездов: Бельмонт Стейкс, Прикнесс Стейкс и Кентукки Дерби[87].
- 12—28 июня — первые Европейские игры (Баку, Азербайджан)[88].
- 29 июня — 5 июля — чемпионат мира по современному пятиборью (Берлин, Германия)[89].
- 3—14 июля —XXVIII летняя Универсиада (Кванджу, Южная Корея)[90].
- 24 июля — 9 августа — чемпионат мира по водным видам спорта (Казань, Россия)[91].
- 4—26 июля — 102-я веломногодневка Тур де Франс. Гонка стартовала в голландском Утрехте и закончилась традиционным этапом на Елисейских Полях в Париже. Победу одержал представитель команды Sky Team Криса Фрума[92].
- 31 июля — Международный олимпийский комитет утвердил столицей Зимних Олимпийских игр 2022 года город Пекин (КНР)[93].
- 16 августа — в финале чемпионата мира[англ.] по нетболу сборная Австралии одержала победу над сборной Новой Зеландии[94].
- 24—30 августа — 30-й чемпионат мира по дзюдо (Астана, Казахстан)[95].
- 18 сентября — 31 октября — чемпионат мира по регби (Великобритания)[96]. Сборная Новой Зеландии обыграла в финале сборную Австралии и стала первым в истории трёхкратным обладателем трофея[97].
- 3 ноября — Мишель Пейн стала первой женщиной-жокеем, выигравшей Кубок Мельбурна[98].

## Скончались
- 3 января — Ольга Князева, советская фехтовальщица, чемпионка мира (1974—1975, 1977—1978), олимпийская чемпионка (1976), обладательница кубка Европы 1975—1978.
- 26 января — Валерий Владимирович Милосердов, советский баскетболист, чемпион мира (1974), бронзовый призёр Олимпийских игр (1976, 1980).
- 16 апреля — Валерий Константинович Белоусов, советский и российский хоккеист и тренер, заслуженный тренер России.
- 21 апреля — Сергей Михайлович Михалёв, советский и российский хоккеист и тренер, заслуженный тренер России.
- 9 июня — Фред Антон Майер, норвежский конькобежец, Олимпийский чемпион 1968 года, чемпион мира и Европы.
- 11 июня — Дасти Роудс, американский реслер, валет и сценарист, занимавший впоследствии должность тренера WWE, включён в залы славы WWE, WCW и Wrestling Observer Newsletter.
- 17 июля — Жюль Бьянки, французский автогонщик, двукратный бронзовый призёр чемпионата GP2 (2010—2011), вице-чемпион серии Формулы-Рено 3.5 (2012), чемпион Евросерии Ф3 (2009), победитель F3 Masters (2008).
- 27 июня — Борис Шилков, советский конькобежец, рекордсмен мира, чемпион Олимпийских игр, чемпион мира, многократный чемпион СССР, заслуженный мастер спорта СССР, заслуженный тренер СССР.
- 19 июля — Галина Николаевна Прозуменщикова, советская пловчиха, первая олимпийская чемпионка по плаванию в истории советского спорта (1964), серебряный и бронзовый призёр Олимпийских игр в Мехико (1968) и Мюнхене (1972), шестикратная рекордсменка мира и девятикратная рекордсменка Европы, трёхкратная чемпионка Европы (1966, 1970), 15-кратная чемпионка СССР (1962—1973), 27-кратная рекордсменка СССР, чемпионка Европы среди ветеранов 1999 года и бронзовый призёр европейского ветеранского чемпионата 2001 года на дистанции 100 м брассом.
- 31 октября — Антс Антсон, советский конькобежец, рекордсмен мира, чемпион Олимпийских игр 1964 года на дистанции 1500 м, чемпион Европы 1964 года в многоборье, чемпион СССР 1967 года, заслуженный мастер спорта СССР.